# Milan Levar
Milan Levar (ur. 1954, zm. 28 sierpnia 2000) – oficer chorwackich sił zbrojnych, demaskator czystek etnicznych przeprowadzanych na ludności serbskiej w Gospiciu podczas wojny w Bośni.
Brał udział w obronie Gospicia przed wojskami serbskimi na początku wojny. W 1991 roku był świadkiem wywożenia serbskich cywili do miejsc poza miastem, gdzie byli rozstrzelani przez oddziały policji i chowani w masowych grobach. Levar informował na bieżąco swoich przełożonych oraz najwyższe organy państwowe o popełnianych zbrodniach. Bezczynność informowanych przez niego instytucji spowodowała, że opuścił wojsko i postanowił złożyć zeznania przed Międzynarodowym Trybunałem Karnym dla byłej Jugosławii.
Mimo niechęci mieszkańców uznających go za zdrajcę, Levar zdecydował się zostać z rodziną w Gospiciu. Zginął 28 sierpnia 2000 roku w wybuchu bomby umieszczonej pod jego samochodem.